# Härjapea
Härjapea (est. Härjapea jõgi) – nieistniejąca rzeka przepływająca przez Tallinn. Jej źródło znajdowało się w jeziorze Ülemiste, zaś ujście w Zatoce Tallińskiej. Miała około 4,5 km długości.
Härjapea była jedną z najbardziej wykorzystywanych rzek w historii Estonii podczas średniowiecza. Pierwsze młyny wodne zostały wybudowane już w XIII wieku. Mapa z XVII wieku wskazuje miejsca 8 młynów, z których niektóre stały się później zalążkami większych zakładów. Wraz z rozrostem przemysłu w XIX wieku rzeka była coraz bardziej zanieczyszczona i zabudowywana. W 1914 roku została zakryta deskami, a w 1937 jej wody skierowano do systemu miejskich ścieków.

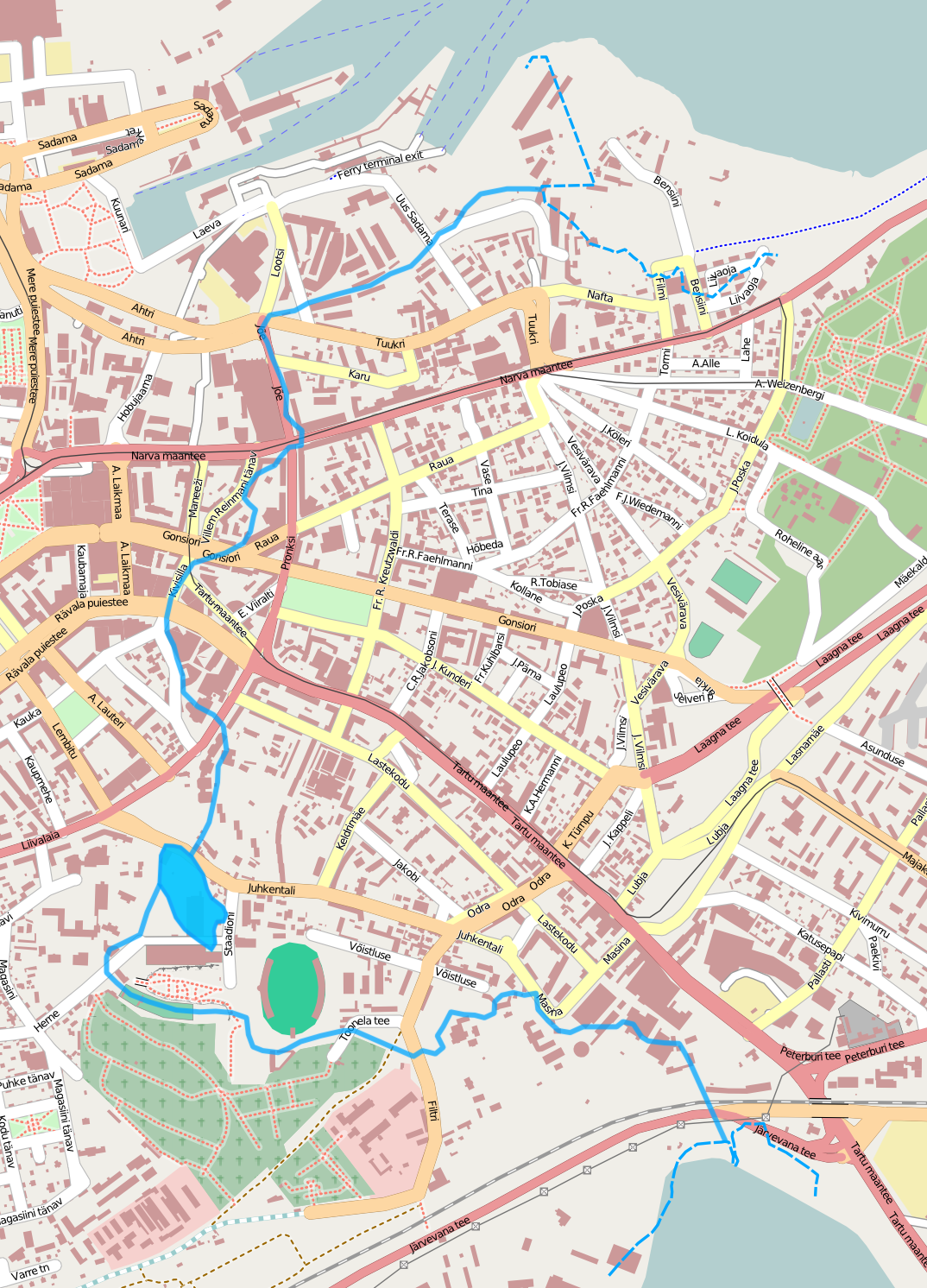
Biegi rzeki pod koniec XIX wieku na aktualnej mapie Tallinna.